# Закурдаєв Василь Іванович
Васи́ль Іва́нович Закурда́єв (нар. 6 січня 1903, місто Санкт-Петербург, тепер Російська Федерація — 24 серпня 1974, місто Москва) — радянський діяч, секретар ЦК КП(б) Білорусі, 1-й секретар Барановицького обласного комітету КП(б) Білорусі, 1-й секретар Мордовського обласного комітету КПРС. Член Бюро ЦК КП(б) Білорусі в 1949—1950 роках. Член Центральної Ревізійної Комісії КПРС у 1952—1956 роках. Кандидат у члени ЦК КПРС у 1956—1961 роках. Депутат Верховної Ради СРСР 2—4-го скликань.

## Життєпис
Народився в родині робітника. У 1920—1922 роках — у Червоній армії, учасник громадянської війни.
У 1926 році закінчив Інститут народного господарства імені Плеханова.
У 1926—1928 роках — інструктор організаційного відділу Всеросійської кооперативної лісової спілки.
Член ВКП(б) з 1927 року.
У 1932—1934 роках — начальник підвідділу сільськогосподарської літератури Головного управління.
У 1934—1935 роках — начальник політичного відділу Милославської машинно-тракторної станції Московської області; 2-й секретар Милославського районного комітету ВКП(б) Московської області.
У 1935—1937 роках — інструктор відділу керівних партійних органів Московського обласного комітету ВКП(б).
У 1937—1938 роках — завідувач відділу друку Рязанського міського комітету ВКП(б).
У 1938—1940 роках — секретар Рязанського міського комітету ВКП(б).
З березня по листопад 1940 року — завідувач організаційно-інструкторського відділу Пінського обласного комітету КП(б) Білорусі.
У 1940—1941 роках — заступник завідувача організаційно-інструкторського відділу ЦК КП(б) Білорусі.
У 1942—1943 роках — заступник начальника Білоруського штабу партизанського руху, учасник німецько-радянської війни.
До липня 1946 року — завідувач організаційно-інструкторського відділу ЦК КП(б) Білорусі.
У липні 1946 — лютому 1949 року — 1-й секретар Барановицького обласного комітету КП(б) Білорусі.
19 лютого 1949 — 3 червня 1950 року — секретар ЦК КП(б) Білорусі.
У 1950—1951 роках — слухач Курсів перепідготовки при ЦК ВКП(б).
У 1951 році — 2-й секретар Мордовського обласного комітету ВКП(б).
У вересні 1951 — січні 1958 року — 1-й секретар Мордовського обласного комітету ВКП(б) (КПРС).
У 1958 — 17 вересня 1959 року — заступник голови Комітету радянського контролю Ради міністрів Російської РФСР.
17 вересня 1959 — 31 травня 1961 року — голова Комітету радянського контролю Ради міністрів Російської РФСР.
З травня 1961 року — персональний пенсіонер союзного значення в Москві.
Помер 24 серпня 1974 року в Москві. Похований в Москві на Введенському цвинтарі.

## Нагороди
- орден Леніна
- орден Червоного Прапора
- орден Червоної Зірки
- медаль «За оборону Москви»
- медалі